# Надырханов, Сергей Суратович
Сергей Суратович Надырханов (род. 28 сентября 1963) — российский шахматист, гроссмейстер (1999).

## Выступления в командных соревнованиях
В составе сборной Узбекской ССР участник 17-го Первенства СССР между командами союзных республик (1985) в г. Волгограде.
В составе сборной Узбекистана участник следующих соревнований:
- 31-я шахматная олимпиады (1994) в г. Москве;
- 10-го командный чемпионат Азии (1993) в г. Куала-Лумпуре.
- 3-й командный чемпионат мира (1993) в г. Люцерне;

## Таблица результатов
| Год  | Город        | Турнир                                                 | + | − | = | Результат | Место |
| ---- | ------------ | ------------------------------------------------------ | - | - | - | --------- | ----- |
| 1985 | Волгоград    | 17-е Первенство СССР между командами союзных республик | 3 | 3 | 1 | 3,5 из 7  |       |
| 1993 | Куала-Лумпур | 10-й командный чемпионат Азии                          | 4 | 0 | 2 | 5 из 6    | 2 1   |
|      | Люцерн       | 3-й командный чемпионат мира                           | 3 | 1 | 2 | 4 из 6    | 2     |
| 1994 | Москва       | 31-я олимпиада                                         | 3 | 1 | 8 | 7 из 12   |       |

## Изменения рейтинга
| Графики недоступны из-за технических проблем. См. информацию на Фабрикаторе и на mediawiki.org. |